# Minfeld
Minfeld település Németországban, Rajna-vidék-Pfalz tartományban. Lakosainak száma 1708 fő (2023. december 31.).

## Népesség
A település népességének változása:
| Lakosok száma | 1449 | 1648 | 1671 | 1668 | 1714 | 1708 |
|               | 1975 | 2017 | 2019 | 2021 | 2022 | 2023 |